# Yui Asaka
Yui Asaka (浅香 唯?, Asaka Yui; Miyazaki, 4 dicembre 1969) è un'attrice e cantante giapponese.
Ha recitato nei live action di Sukeban deka e Yawara!. Dal 2002 è sposata con Takahiro Nishikawa, ex tastierista del gruppo Dreams Come True.

## Discografia

### Singoli
|                        | Anno        | Titolo                                | Posizione Massima |
| Hummingbird            | Hummingbird | Hummingbird                           | Hummingbird       |
| ---------------------- | ----------- | ------------------------------------- | ----------------- |
| 1                      | 1985        | Natsu Shoujo                          | N/A               |
| 2                      | 1985        | Futari no Moon River                  | N/A               |
| 3                      | 1986        | Yappashi H                            | N/A               |
| 4                      | 1986        | Complex BANZAI                        | N/A               |
| 5                      | 1986        | 10-gatsu no Christmas                 | 88                |
| 6                      | 1987        | STAR                                  | 9                 |
| 7                      | 1987        | Hitomi ni STORM                       | 4                 |
| 8                      | 1987        | Niji no Dreamer                       | 1                 |
| 9                      | 1988        | Believe Again                         | 2                 |
| 10                     | 1988        | C-Girl                                | 1                 |
| 11                     | 1988        | Cecile                                | 1                 |
| 12                     | 1988        | MELODY                                | 2                 |
| 13                     | 1989        | TRUE LOVE                             | 1                 |
| 14                     | 1989        | NEVERLAND ~YAWARA! Main Theme~        | 2                 |
| 15                     | 1989        | Koi no Rock n' Roll Circus            | 4                 |
| 16                     | 1989        | DREAM POWER                           | 3                 |
| 17                     | 1990        | Chance!                               | 7                 |
| 18                     | 1990        | Boyfriend wo Tsukurou                 | 10                |
| 19                     | 1990        | Self Control                          | 13                |
| 20                     | 1991        | Koi no upside-Down                    | 32                |
| 21                     | 1992        | Itoshii Hito to Nemuritai             | 42                |
| 22                     | 1993        | Hitori                                | -                 |
| Merdack                |             |                                       |                   |
| 23                     | 1997        | Ring Ring Ring                        | -                 |
| 24                     | 1998        | Fukyouna Tenshi                       | -                 |
| Teichiku Entertainment |             |                                       |                   |
| 25                     | 2005        | Egaou no Watashi                      | -                 |
| Warner Music Japan     |             |                                       |                   |
| 26                     | 2020        | LIGHT A SHINE~Tsuki wa Zutto Miteiru~ | -                 |

### Singoli con Kazama San Shimai
|             | Anno        | Titolo      | Posizione Massima |
| Hummingbird | Hummingbird | Hummingbird | Hummingbird       |
| ----------- | ----------- | ----------- | ----------------- |
| 1           | 1987        | Remember    | 1                 |

### Singoli insieme a Mitsuko Horie
- Maji? Maji! Magical Jewel (マジ? マジ! マジカル☆ジュエル) (2009) Usata come sigla di apertura dell'anime "Jewel Pet".